# Maria Kalèsnikava
Maria Kalèsnikava (belarús: Марыя Аляксандраўна Калеснікава)  (Minsk, 24 d'abril de 1982) és una música i activista política belarussa. Dirigent de la campanya presidencial de Víktar Babarika, fou també una membre del presidium del Consell de Coordinació format durant les protestes de Belarús del 2020 en oposició a la regla d'Aleksandr Lukaixenko.
L'11 de setembre de 2020, Amnistia Internacional la va reconèixer com a presonera de consciència. El 2021, va ser guardonada amb el Premi Internacional Dona Coratge. El 6 de setembre de 2021, va ser condemnada a 11 anys de presó per la seva activitat política.

## Biografia
Després de completar estudis de solista com flautista a Minsk, es va graduar en l'Acadèmia Estatal de Música de Belarús com flautista i directora. Als 25 anys, va continuar la seva formació sobre Música Antiga i Contemporània en la Universitat Estatal de Música i Arts Escèniques de Stuttgart, Alemanya. El 2017, va fundar Artemp, una associació d'art. A partir de 2019, va ser directora artística del club cultural OK16 a Minsk.
El maig de 2020, es va convertir en la directora de la campanya presidencial de Viktar Babaryka en les eleccions presidencials de Belarús de 2020. Babaryka va ser arrestat al juny i se li va prohibir postular-se per a la presidència. A mitjan de juliol de 2020, Kalèsnikava i Veronika Tsepkalo es van unir a la campanya de Sviatlana Tsikhanouskaya. Kalèsnikava va participar activament en nombroses manifestacions a Belarús, encoratjant als ciutadans belarussos a participar en les protestes.
El 19 d'agost de 2020, es va incorporar l'equip de set membres del Consell de Coordinació. El 20 d'agost, va ser inclosa en un procediment penal per intent de confiscar el poder de l'Estat i perjudicar la seguretat nacional. Va formar, juntament amb Svetlana Tikhanóvskaia i Veronika Tsepkalo, una candidatura conjunta que pretenia aconseguir un canvi polític a Belarús, derrotant Lukaixenko a les urnes l'estiu del 2020, però, Lukaixenko va arrasar amb un 80% dels vots.
El 7 de setembre de 2020, va ser segrestada a Minsk. El 8 de setembre de 2020, va ser detinguda en l'encreuament fronterer d'Alexandrovka amb Ucraïna. El 16 de setembre, el Comitè de Recerca de Belarús va acusar Kalèsnikava d"accions destinades a soscavar la seguretat nacional de Belarús" utilitzant els mitjans de comunicació i Internet.
El febrer de 2021, Kalèsnikava i l'advocat Maxim Znak van ser acusats de "conspiració per a apoderar-se del poder estatal de manera inconstitucional" i "establir i dirigir una organització extremista". El 4 d'agost de 2021, després de gairebé 11 mesos de detenció, va començar el judici tancat de Kalèsnikava i Maxim Znak a Minsk i el 6 de setembre de 2021 va ser sentenciada a 11 anys de presó.

## Premis
- 2020: Premi Sàkharov (Parlament Europeu, Premi Democràcia i Drets Humans)[15]
- El 8 de març (Dia Internacional de la Dona), en 2021, va rebre el Premi Internacional de Dones de Coratge del Secretari d'Estat dels Estats Units, Tony Blinken.[16]
- 2021: Lew-Kopelew-Preis (Alemanya)